# Odernheim am Glan
Odernheim am Glan is een plaats in de Duitse deelstaat Rijnland-Palts, en maakt deel uit van de Landkreis Bad Kreuznach.
Odernheim am Glan telt 1.707 inwoners.

## Bestuur
De plaats is een Ortsgemeinde en maakt deel uit van de Verbandsgemeinde Bad Sobernheim.

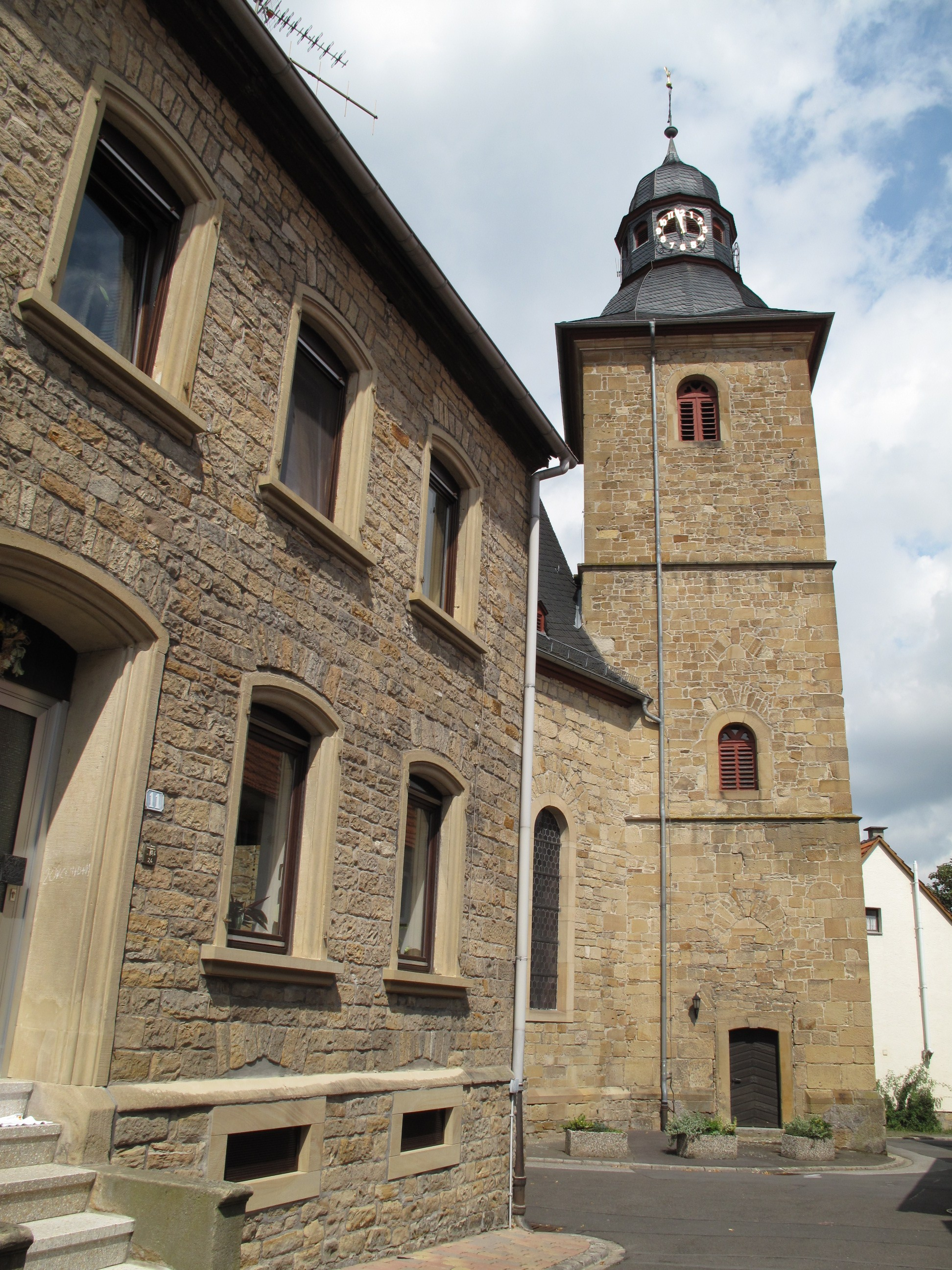
Odernheim am Glan, kerk